# Nowaco
Nowaco A/S er en dansk fødevaregrossist med hovedsæde i Aalborg. Virksomheden blev stiftet i 1972 af Preben Kurt Nielsen og hans kone Juttine Nowak Nielsen. Nowaco A/S er ejet af holdingselskabet TiKa Holding A/S (85%) og Nowaco Invest ApS (15%).
Nowaco A/S havde i regnskabsåret 2009 en omsætning på 1,651 mia. kr. og et nettoresultat på 36,9 mio. kr. Det gennemsnitlige antal medarbejdere var 111 (2009).

Nowaco A/S handler primært med frosset kød, fisk og grøntsager, men også med frisk kød, mejeriprodukter, tørret frugt, nødder og frø. Virksomheden har datterselskaber i USA og Hongkong. Repræsentationskontorer findes i Qingdao, Shanghai, São Paulo, Buenos Aires, Mumbai, Skopje og Moskva. 